# Elvillar
Elvillar (baskisch Bilar; offiziell Elvillar/Bilar) ist ein Ort und eine Gemeinde (municipio) mit 319 Einwohnern (Stand: 2024) in der Provinz Álava in der Autonomen Gemeinschaft Baskenland im Norden Spaniens. Der Ort gehört zur Weinbauregion Rioja Alavesa. 

## Lage und Klima
Der Ort Elvillar/Bilar liegt im Zentrum der Provinz Álava in einer Höhe von etwa 585 m. Nächstgelegene Großstadt ist das gut 17 km (Fahrtstrecke) südöstlich gelegene Logroño; der sehenswerte Ort Laguardia, zu welchem Elvillar bis ins 17. Jahrhundert hinein gehörte, befindet sich ca. 6 km südwestlich. Das Klima ist gemäßigt bis mild; Regen (ca. 640 mm/Jahr) fällt überwiegend im Winterhalbjahr.

## Bevölkerungsentwicklung
| Jahr      | 1857 | 1900 | 1950 | 2000 | 2018 |
| Einwohner | 794  | 762  | 690  | 363  | 348  |

Infolge der Reblauskrise im Weinbau, der Mechanisierung der Landwirtschaft und der Aufgabe bäuerlicher Kleinbetriebe sank die Einwohnerzahl seit der Mitte des 20. Jahrhunderts auf den derzeitigen Tiefststand ab.

## Wirtschaft
In früheren Jahrhunderten lebten die Bewohner als Selbstversorger hauptsächlich von den Erträgen ihrer Felder und Hausgärten; in geringem Umfang wurde auch Wein angebaut. Der Ort selbst fungierte als Markt- und Handelszentrum, aber auch Handwerker und Dienstleister ließen sich hier nieder. Die zunehmende Bedeutung des Weinbaus und des Weintourismus in der Rioja wirkt sich in den letzten Jahrzehnten auch wieder stabilisierend auf die Beschäftigung aus.

## Geschichte

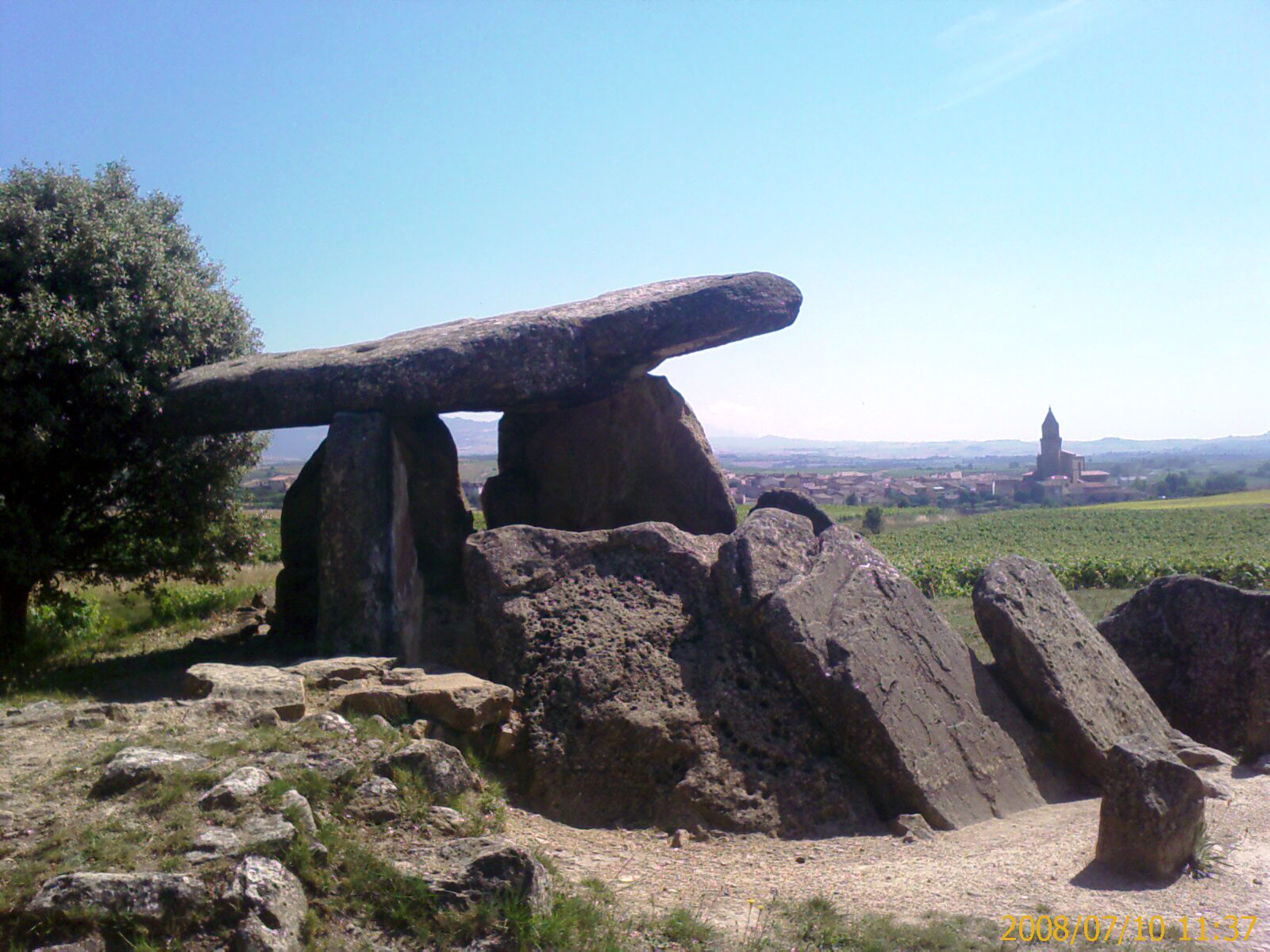
Dolmen La Hechicera

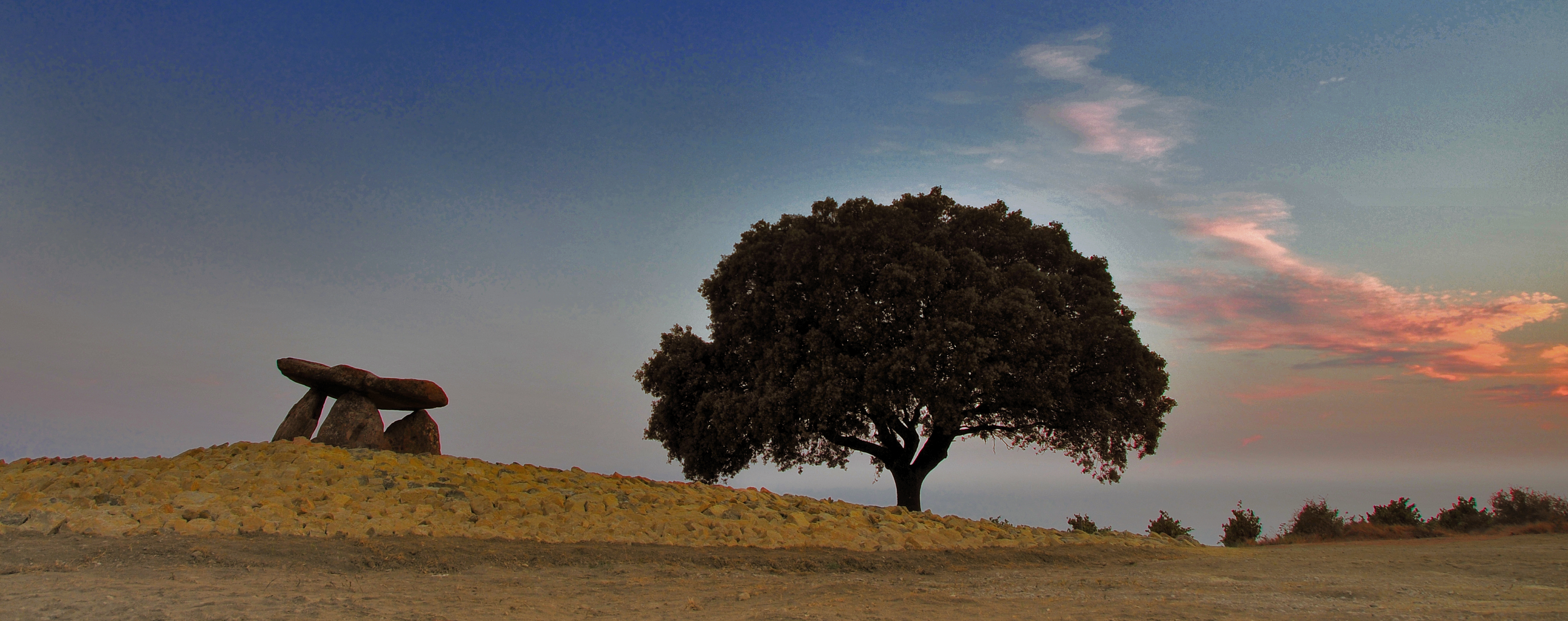
Dolmen aus anderer Perspektive

Altsteinzeitliche Funde in der Höhle Los Husos und zwei jungsteinzeitliche Megalithgräber (dolmen), von denen einer jedoch nur noch bruchstückhaft erhalten ist, sind die frühesten Zeugnisse für die Anwesenheit von Menschen. Kelten, Römer, Westgoten und Mauren haben – trotz der Nähe zum Ebro-Tal – keine archäologisch verwertbaren Spuren auf dem Gemeindegebiet hinterlassen. Im Jahre 1667 erhielt der Ort von Karl II. die Eigenständigkeit von Laguardia zugesprochen.

## Sehenswürdigkeiten
- Das megalithische Ganggrab Chabola de la Hechicera (deutsch etwa „Hexenhaus“) gehört zur Ruta de los dólmenes. Es erhebt sich auf der höchsten Stelle eines etwa 200 m vom Dorf entfernten Hügels und besteht nur noch aus drei Orthostaten mit einer – in drei Teile zerbrochenen, aber wieder zusammengefügten – Deckplatte; vom Gangbereich existieren ebenfalls noch einige Steine. Der Dolmen war ehemals von einem Tumulus aus faust- bis unterarmgroßen Steinen bedeckt, auf denen sich im Laufe der Zeit ein Grasbewuchs bildete.
- Die aus dem 16. Jahrhundert Pfarrkirche (Iglesia de Nuestra Señora de la Asunción) erhebt sich an der Stelle einer zerstörten Burg (castillo) bzw. eines romanischen Vorgängerbaus, von welchem noch Reste in der Nordwand erhalten sind; ein wehrhafter Charakter kann ihr wegen der hohen und nahezu fensterlosen Außenwände nicht abgesprochen werden. Das Untergeschoss des Glockenturms (campanario) hat einen quadratischen Grundriss; das Obergeschoss ist hingegen oktogonal angelegt und endet in einem Spitzhelm. Das Kirchenschiff ist mit einem Sterngewölbe bedeckt, welches über der Apsis noch kompliziertere Formen zeigt. Das Altarretabel (retablo) von Arnao de Bruselas und anderen mit Szenen aus der Kindheit Christi ist eines der imposantesten in der Rioja. Der Taufstein wurde im 17. Jahrhundert gefertigt.
- Mitten im Ort steht die Casa del Indiano, ein dreigeschossiger Stadtpalast aus dem 18. Jahrhundert mit Balkonfenstern und abgerundeten Ecken, in denen ein aufwendig gearbeiteter steinerner Wappenschild zu sehen ist.